# Elmer Rice
Elmer Rice (Nueva York (Nueva York), 28 de septiembre de 1892 - Southampton (Inglaterra), 8 de mayo de 1967) fue un dramaturgo estadounidense. Ganó un Premio Pulitzer por su obra de 1929, Street Scene.

## Biografía

### Primeros años
Rice nació en Nueva York. En 1912 se graduó de la New York Law School e inició una carrera como abogado. Sin embargo, poco después abandonó esta profesión y se dedicó a escribir. Su primera obra fue On Trial, escrita en 1914.

### Carrera
En 1923, Rice escribió The Adding Machine, la cual es considerada una de las primeras obras teatrales expresionistas de los Estados Unidos. Su obra de 1929 Street Scene, ganó el Premio Pulitzer. Además, fue adaptada por Kurt Weill en una ópera y en 1931 se realizó una adaptación cinematográfica dirigida por King Vidor. Durante los años 1930 escribió varias obras, incluyendo The Left Bank (1931), Counsellor-at-Law (1931), We, the People (1933), Judgement Day (1934) y Between Two Worlds (1934).
Sin embargo, varias de estas obras no tuvieron mucho éxito, por lo que Rice empezó a escribir y dirigir obras para la Playwrights' Producing Company en Broadway. Durante sus últimos años, su obra más exitosa fue Dream Girl, escrita en 1945. Su última obra fue Cue for Passion (1958).
Además de su trabajo teatral, Rice también escribió un libro sobre el drama estadounidense titulado The Living Theatre (1960), una novela (The Show Must Go On, 1949) y una autobiografía (Minority Report, 1964).

### Vida personal
Rice se casó con Hazel Levy en 1915. Luego del divorcio de la pareja en 1942, contrajo matrimonio con la actriz Betty Field con quien tuvo tres hijos antes de su divorcio en 1956.

## Producciones teatrales selectas
- Dream Girl (1945)
- A New Life (1943)
- Not for Children (1934)
- We, The People (1933)
- Counselor-At-Law (1931)
- Street Scene (1929)
- Close Harmony (con Dorothy Parker, 1924)
- The Adding Machine (1923)
- Wake Up, Jonathan (con Hatcher Hughes, 1921)
- The Home of the Free (1917)
- On Trial (1914)